# 施泰因2051
施泰因2051（Stein 2051，或稱為Gliese 169.1、G 175-034、LHS 26/27）是一組鄰近地球的聯星系統，由一顆紅矮星（成員星後綴A）和一顆屬於致密星的白矮星（成員星後綴B）組成，在天球上位於鹿豹座，距離地球約18光年。
施泰因2051是紅矮星與白矮星組成的聯星系統中距離地球最近者（波江座40B與C距離地球為更近的16.26光年，但此二顆恆星為三合星系統的成員星）。
施泰因2051B是距離地球第六近的白矮星，在天狼星B、南河三B、范马南星、LP 145-141和波江座40B之後。

## 聯星系狀態
系統中較明亮者為紅矮星施泰因2051A、但白矮星施泰因2051B質量較高。
2017年，天文學家觀測施泰因2051B遮蔽天球上較遠的背景星現象時，觀測到較遠處恆星的光線通過施泰因2051B的重力場造成的光路彎曲現象，讓天文學家得以直接量測施泰因2051B的質量。施泰因2051B的質量量測結果為0.675±0.051 M☉，符合碳氧核白矮星的質量預期範圍。

## 外部連結
- . Centre de Données astronomiques de Strasbourg.   [2012-01-02]. （原始内容存档于2019-06-10）. (the whole system)
- . Centre de Données astronomiques de Strasbourg.   [2012-01-02]. （原始内容存档于2019-06-09）. (component A)
- . Centre de Données astronomiques de Strasbourg.   [2012-01-02]. （原始内容存档于2019-06-12）. (component B)